# Kanton Remiremont
Der Kanton Remiremont ist seit 1790 ein französischer Wahlkreis im Arrondissement Épinal für das Département Vosges in der Region Grand Est; sein Bureau centralisateur befindet sich in Remiremont.

## Lage
Der Kanton liegt im Süden des Départements.

## Geschichte
Der Kanton entstand 1790 und bestand bis 2015 aus 16 Gemeinden. Am 1. Januar 2015 wechselten die fünf Gemeinden Faucompierre, La Forge, Le Syndicat, Le Tholy und Tendon in den neu geschaffenen Kanton La Bresse und die Gemeinden Dommartin-lès-Remiremont und Vecoux zum Kanton Le Thillot.

## Gemeinden
Der Kanton besteht aus neun Gemeinden mit insgesamt 24.798 Einwohnern (Stand: 1. Januar 2022) auf einer Gesamtfläche von 165,44 km²:
| Gemeinde                     | Einwohner 1. Januar 2022 | Fläche km² | Dichte Einw./km² | Code INSEE | Postleitzahl |
| ---------------------------- | ------------------------ | ---------- | ---------------- | ---------- | ------------ |
| Cleurie                      | 648                      | 11,04      | 59               | 88109      | 88120        |
| Éloyes                       | 3.117                    | 12,51      | 249              | 88158      | 88510        |
| Jarménil                     | 437                      | 5,10       | 86               | 88250      | 88550        |
| Pouxeux                      | 1.952                    | 14,36      | 136              | 88358      | 88550        |
| Raon-aux-Bois                | 1.207                    | 24,05      | 50               | 88371      | 88220        |
| Remiremont                   | 7.500                    | 18,00      | 417              | 88383      | 88200        |
| Saint-Amé                    | 2.140                    | 8,07       | 265              | 88409      | 88120        |
| Saint-Étienne-lès-Remiremont | 3.814                    | 33,81      | 113              | 88415      | 88200        |
| Saint-Nabord                 | 3.983                    | 38,50      | 103              | 88429      | 88200        |
| Kanton Remiremont            | 24.798                   | 165,44     | 150              | 8812       | –            |

Bis zur landesweiten Neuordnung der französischen Kantone im März 2015 gehörten zum Kanton Remiremont die 16 Gemeinden Cleurie, Dommartin-lès-Remiremont, Éloyes, Faucompierre, La Forge, Jarménil, Pouxeux, Raon-aux-Bois, Remiremont (Hauptort), Saint-Amé, Saint-Étienne-lès-Remiremont, Saint-Nabord, Le Syndicat, Tendon, Le Tholy und Vecoux. Sein Zuschnitt entsprach einer Fläche von 278,19 km2. Er besaß vor 2015 einen anderen INSEE-Code als heute, nämlich 8823.

### Bevölkerungsentwicklung des alten Kantons
| 1962   | 1968   | 1975   | 1982   | 1990   | 1999   | 2006   | 2012   |
| ------ | ------ | ------ | ------ | ------ | ------ | ------ | ------ |
| 28.388 | 29.711 | 32.689 | 34.291 | 33.308 | 33.146 | 33.045 | 33.089 |

## Politik
Seit 1945 hatte der Kanton folgende Abgeordnete im Rat des Départements:
| Vertreter im conseil général des Départements | Vertreter im conseil général des Départements | Vertreter im conseil général des Départements               |
| Amtszeit                                      | Name                                          | Partei                                                      |
| --------------------------------------------- | --------------------------------------------- | ----------------------------------------------------------- |
| 1945–1951                                     | Maurice Poirot                                | SFIO, danach Parti socialiste autonome                      |
| 1951–1963                                     | Jean-Marie Grenier                            | Républicains sociaux                                        |
| 1963–2015                                     | Christian Poncelet                            | Union des démocrates pour la République, danach RPR und UMP |
| 2015–                                         | Valérie Jankowski François Vannson            | UMP/LR                                                      |